# Philibertia tubata
Philibertia tubata är en oleanderväxtart som först beskrevs av Gustaf Oskar Andersson Malme, och fick sitt nu gällande namn av Goyder. Philibertia tubata ingår i släktet Philibertia och familjen oleanderväxter. Inga underarter finns listade i Catalogue of Life.